# Робинсон, Шугар Рэй
Шу́гар Рэй Ро́бинсон (англ. Sugar Ray Robinson; настоящее имя — Уо́лкер Смит-младший (англ. Walker Smith Jr.); 3 мая 1921, Эйли, Джорджия, США — 12 апреля 1989, Калвер-Сити, Калифорния, США) — американский боксёр-профессионал, выступавший в лёгкой, первой полусредней, полусредней, первой средней, средней, второй средней и полутяжёлой весовых категориях. Чемпион мира в полусредней (1946—1950) и средней (1951, 1951—1952, 1955—1957, 1957 и 1958—1960) весовых категориях. Занимает 1-ю строчку в рейтинге лучших боксеров всех времен вне зависимости от весовой категории по версии BoxRec. Лучший боксёр всех времён вне зависимости от весовой категории по версии журнала «Ринг» (2002) и множества авторитетных спортивных обозревателей. Индивидуальный стиль и манера ведения боя Робинсоном наложили такой отпечаток на дальнейшее развитие бокса, что историки бокса стали различать две эры в истории этого вида спорта: «Бокс до» и «бокс после» Шугара Рэя. Благодаря Робинсону, впервые на первый план вышли техника передвижения на ринге и вообще работа ног боксёра, в которых ему не было равных. Если до Робинсона быстрые передвижения боксёра по рингу воспринимались публикой как позорное бегство, вызывали негодование зрителей и упрёки в малодушии перед лицом соперника, то благодаря Робинсону подвижность боксёра на ринге стала свидетельством высокой квалификации спортсмена, приводящей аудиторию в восторг. Стиль Робинсона напрямую повлиял на Мохаммеда Али и многих других выдающихся боксёров, некоторые из которых так же взяли себе псевдоним «Шугар Рэй». Величайшим из боксёров всех времён называли Робинсона абсолютные чемпионы Джо Луис и Джо Фрейзер.

## Биография

### Боксёр-любитель
Собственные практические занятия боксом Уолкер Смит начал примерно осенью 1934 года в спортивном зале Salem Crescent Gym на углу 7-й авеню и 129-й улицы, принадлежащим Методистской Церкви Салема. Этот зал был достаточно известным местом тренировок молодых (не обязательно чернокожих) боксёров Гарлема и, к слову, выступал собственной командой в различных любительских турнирах США, в том числе и во всеамериканском турнире Golden Gloves («Золотые Перчатки»). Одним из тренеров и по совместительству менеджеров этого зала был Джордж Гейнфорд — человек, который позже станет менеджером Робинсона в профессионалах, его другом, а пока возьмёт на себя роль наставника и отчасти отца.
 Первые выступления на ринге Уолкер провёл весной 1935-го (точной даты не обнаружено ни в одном источнике). В Нью-Йорке для парней до 16 лет большое количество разноплановых спортивных турниров проводилось под патронажем Полицейской Атлетической Лиги Нью-Йорка. Именно на одном из таких местечковых соревнований по боксу Робинсон и начался как боксёр. На этих юношеских турнирах Уолкер (тогда ещё) достаточно уверенно громил своих противников и проиграл лишь дважды: один раз достаточно известному в будущем полусредневесу Билли Грэму, боксёру, который ни разу в своей карьере не был в нокдауне; другой — совсем малоизвестному и ничем не примечательному Патси Песке. Несмотря на хороших учителей и удачные проводимые бои, Уолкер дважды был близок к тому, чтобы бросить бокс. Первый раз это случилось летом 1936-го, когда после поражения Джо Луиса нокаутом Максу Шмелингу Уолкер был настолько потрясён, что даже заложил в ломбард свою амуницию, предполагая, что продолжать он не будет. Однако позже он передумал: любовь к делу и разговор с Гейнфордом заставили его вернуться в тренировки. И где-то в это же время, но чуть позже, об его занятиях боксом узнаёт его мать, которая пришла в спортивный зал Salem Crescent и имела там длинный разговор с Гейнфордом, результатом которого стало обещание Гейнфорда и самого Уолкера не участвовать в подпольных боях. Обещание сдерживалось не долго — до осени 1936-го. Любовь к боксу опять пересилила.
 Осенью 1936-го Уолкер Смит впервые выступил в официальном любительском турнире в Кингстоне, штат Нью-Йорк и тогда же он впервые получил своё новое имя — Рэй Робинсон. От команды Salem Crescent Gym на турнир нужен был кто-то в весе мухи (flyweight), и Уолкер уговорил Гейнфорда взять его. Проблему возраста и связанную с ней проблему отсутствия у Уолкера членской карточки AAU (Американского Любительского Союза) решили просто — Уолкер выступил под чужой лицензией. И эта чужая лицензия была на имя боксёра Рэя Робинсона. Так Уолкер Смит навсегда стал Рэем Робинсоном, а за свой первый любительский трёхраундовый бой, выигранный им единогласным решением, он получил 15 долларов — совершеннейшая мелочь из тех нескольких миллионов долларов, которые он заработает боксом под этим именем в дальнейшем.
 Подробная статистика любительских боёв Робинсона того времени сегодня уже мало кому известна. Из наиболее значимых моментов — бой с будущим многолетним абсолютным чемпионом в весе пера (featherweight) Уилли Пепом, выигранный Робинсоном раздельным решением судей. Где-то в это же время им было получено прозвище «Шугар» — «сахар». Это прозвище, которое стало в дальнейшем общеупотребимой и совершенно однозначной ассоциацией именно с Робинсоном, родилось совершенно случайно из ничего не значащего диалога между его менеджером, каким-то спортивным комментатором и зрительницей на одном из его боёв 1937 года. Однако в широкий обиход оно вошло скорее после войны, когда Робинсон стал уже значимой фигурой социальной сцены Нью-Йорка и одним из наиболее известных чернокожих американцев в мире. Пока оставался всё-таки просто Рэем Робинсоном.
 В 1938-м Робинсон выиграл свой первый более-менее значимый турнир — внутриамериканский New York Metropolitan AAU Open. Это было существенным достижением, но не более: да, он засветился перед специалистами, но даже в их глазах он пока был просто хорошим легковесом — не более хорошим, чем десяток таких же других. Широкой публике Робинсон был вообще почти не знаком. Слава и известность пришли к Робинсону с 1939 года. В этот год он в своём весе принял участие во всех наиболее значимых турнирах из серии «Золотые Перчатки». Таковых на тот момент в США было 4, и Робинсон выиграл 3 из них, а в четвёртом не участвовал, просто потому, что это была не его зона. В то время «Золотые Перчатки» были неким аналогом любительского чемпионата мира — это было больше чем просто внутриамериканское соревнование. Сюда приезжали лучшие боксёры из Европы и Латинской Америки. И в весе пера (featherweight) в том году не было никого лучше Робинсона. Хотя наибольший интерес американцев в 1939-м был прикован к новой, как тогда казалось, звезде супертяжёлого веса Бадди Муру, Робинсон по праву стал № 2 по зрительским симпатиям. Весной он выиграл New York Daily News Golden Gloves 39. Затем, летом, один из двух отборочных турниров Золотых Перчаток — New York Golden Gloves Tournament of Champions. А в конце года выиграл главный межзональный турнир — Intercity Golden Gloves.Победа в один год во всех трёх турнирах была нечастым явлением в американском любительском боксе (в качестве некоей уместной аналогии можно привести такую, как если бы теннисист выиграл все 4 турнира Большого Шлема за год, или гонщик Формулы-1 выиграл бы почти все Гран-При в сезоне). И вот эти три победы Робинсона в один год стали уже и в самом деле его серьёзной заявкой на всеамериканскую известность.
 В 1940-м Робинсон один-в-один повторил прошлогоднее достижение, но уже в лёгком весе (lightweight). За свои досрочные победы в этом году он получил среди журналистов прозвища Dinamite Ray и Death Ray. После побед нокаутом в восьми из девяти чемпионских боёв, Дэйли Ньюс назвала Робинсона величайшим боксёром-любителем Америки. Итоговые цифры были и в самом деле впечатляющими: когда осенью Робинсон принял решение о переходе в профессионалы, его любительский рекорд был 85—0, в том числе 69 побед нокаутами и 40 из них в первом раунде.

## Профессиональная карьера

### 1940—1943
Первый профессиональный бой Робинсона состоялся 4 октября 1940-го в нью-йоркском Мэдисон-Сквер Гардене, в рамках вечера бокса, главным событием которого стало пятнадцатираундовое побоище за титул абсолютного чемпиона мира в полусреднем весе между Генри Армстронгом и Фритци Цивичем. Собственный четырёхраундовый бой, открывающий вечер, Робинсон выиграл досрочно во втором раунде. Факт того, что Робинсон провёл свой первый бой в самой настоящей «Мекке» американского бокса, конечно же примечателен — здесь, вероятно, свою роль сыграла его незаурядная любительская карьера. Но ещё более примечателен факт того, что обоих героев главного события вечера Робинсон будет побеждать и уже совсем скоро.
В июле 1941-го (21-й бой), всего через девять месяцев после начала карьеры, Робинсон дерётся с последним чемпионом мира в лёгком весе по версии NBA World Сэмми Энготтом и выигрывает бой единогласным решением. В сентябре 1941-го (24-й бой) в бою против победителя пяти чемпионов мира в лёгком весе Макси Шапиро впервые уже сам Робинсон становится участником «главного события» вечера в Мэдисон-Сквер Гардене — 4 нокдауна и победа в третьем раунде. В следующий бой, всего через шесть дней, Робинсон в Филадельфии побеждает судейским решением не имевшего поражений Марти Серво — боксёра остроатакующего плана и будущего абсолютного чемпиона мира в полусреднем весе. А уже в октябре 1941-го (26-й бой) Робинсон в главном событии вечера в Мэдисон-Сквер Гардене встречается в ринге с тем, в андеркарте боя кого он начал свою профессиональную карьеру чуть более года назад — с Фритци Цивичем. Для Цивича этот бой стал 143-м. К тому времени он уже проиграл свой титул абсолютного чемпиона мира в лёгком весе, выигранный у Армстронга, но боксёр он был известный, зрелищный и техничный. Этот 10-ти раундовый бой Робинсон выигрывает судейским решением, а второй бой с Цивичем через три месяца — и вообще техническим нокаутом, нанеся тому лишь второе досрочное поражение в 147 боях.
В мае 1942-го (32-й бой) Робинсон второй раз встречается с Марти Серво и выигрывает бой раздельным решением судей. Возможно, именно этот бой стал бы первым поражением Робинсона: рефери боя отдал победу Серво, но двое боковых судей решили, что выиграл Робинсон; итого — 2:1 в пользу Робинсона, но большинству зрителей в зале решение показалось напрочь несправедливым. В июле 1942-го (33-й бой) Робинсон повторно встречается с Сэмми Энготтом, который в тот момент уже был действующим абсолютным чемпионом мира в лёгком весе и провёл успешную защиту титула. Однако этот 10-ти раундовый бой не являлся чемпионским — формально он проходил в категории Junior Welter и пояс лёгкого веса на кону не стоял. Так Робинсон победил действующего чемпиона, но сам чемпионом не стал. Бой был примечателен обоюдным нокдауном под конец восьмого раунда, но в итоге Робинсон всё же относительно беспроблемно выиграл и эту встречу.
В октябре 1942-го (36-й бой) Робинсон впервые дерётся с настоящим средневесом — Джейком ЛаМоттой. То был их первый бой из шести, и его Робинсон выиграл достаточно уверенно, чего нельзя будет сказать о следующих четырёх. Именно ЛаМотте во второй их встрече в феврале 1943-го (41-й бой) Робинсон первый раз в карьере однозначно проигрывает и по решениям судей и по течению боя. В восьмом раунде боя Робинсон был даже выброшен за канаты, и итоговая победа ЛаМотты решением рефери и двух судей как 3:0 выглядела закономерной. К слову, следующий проигранный бой будет для Робинсона лишь 133-м через восемь лет плотной карьеры. А пока, всего через три недели в том же феврале 1943-го (43-й бой) Робинсон не очень уверенно побеждает ЛаМотту в их третьей встрече, опять побывав в нокдауне. Впрочем, на взвешивании перед боем ЛаМотта оказался тяжелее аж на 7 кг, так что, с учётом поправки на вес, всё выглядело для Робинсона может и не так уж плохо.
В августе 1943-го (46-й бой) Робинсон в Мэдисон-Сквер Гардене побеждает бывшего абсолютного чемпиона мира в трёх весовых категориях Генри Армстронга — второго участника того самого главного события вечера, в андеркарте которого Робинсон начал свою карьеру. Единственный раз в истории профи-бокса в ринге встретились два боксёра, каждый из которых на сегодня входит в десятку лучших All time по мнению большинства специалистов. В 1943-м это ещё не было известно, но бой позиционировался как незаурядное событие: Армстронг имел в активе около 30-ти чемпионских боёв, а Робинсон уже тогда считался лучшим в этом весе. Фактически же, два легковеса с сильными ударами без побоища и нокдаунов разыграли аккуратную шахматную партию, которую Робинсон выиграл с небольшим, но единогласным преимуществом. Также есть мнение, что Робинсон специально устроил этот бой для Армстронга, так как тот нуждался в деньгах, и никакого нокаута там и не предполагалось. В любом случае, именно этот бой стал в некотором смысле последним в начальном периоде карьеры Робинсона — на период более чем в один год он прекращает выступления на профессиональном ринге и по призыву Военного Департамента в группе чернокожих боксёров (в которой в том числе был Джо Луис) отправляется в показательное турне в действующие войска.

### Чемпион мира в полусреднем весе
Возвращение Робинсона на профи-ринг состоялось в октябре 1944-го третьей встречей с техничным, но относительно безударным полусредневесом Иззи Джанаццо. В мае 1945-го (56-й бой) у Робинсона тяжёлый бой с пуэрториканцем Хосе Басорой. Физически сильный контрпанчер Басора оказался трудным противником для Робинсона. Бой обошёлся без нокдаунов, но после боя Робинсон сказал, что Басора бьёт лишь немногим слабее ЛаМотты. Угол Басоры был недоволен ничьей и настаивал на повторном бое. И таковой состоялся, но лишь пять лет спустя, уже за титул среднего веса и с совсем неожиданным результатом. В сентябре 1945-го (59-й бой) Робинсон пятый раз встречается с ЛаМоттой, который только что в августе нокаутировал Басору и вообще был в отличной форме. И их пятый бой, возможно, стал лучшим противостоянием друг другу: в очень близком двенадцатираундовом бою Робинсон выиграл раздельным решением, хотя ЛаМотта и взял концовку боя. После боя Робинсон признался, что это был самый тяжёлый бой в его карьере. Следующий (и последний) раз они встретятся в ринге уже в 1951-м.
В феврале 1946-го в Мэдисон-Сквер Гардене проходит первый послевоенный чемпионский бой в полусреднем весе. Несмотря на 16 выигранных подряд боёв с осени 1944-го, сильную оппозицию и звание некоронованного короля полусреднего веса, Робинсон не принимает в нём участия. Бой проводится между чемпионом Фредди Котчрэйном, который завоевал титул ещё в 1941 году, побив Фритци Цивича, и претендентом Марти Серво, которого дважды в 1941-42 побеждал сам Робинсон. Оба, и чемпион и претендент были белыми, оба имели репутацию зрелищных бойцов и оба во время войны служили в армии — Котчрэйн во флоте, а Серво в береговой охране. Так что именно этот бой был скорее данью уважения обоим, чем прямым отказом в признании силы Робинсона ввиду его цвета кожи. Сам Робинсон в 1946-м продолжал драться в рейтинговых боях и делал это настолько часто, насколько возможно — проводил в среднем 1 бой в три недели. В марте он третий и последний раз встретился с Сэмми Энготтом (65-й бой) и четвёртый, и также последний, с Иззи Джанаццо (66-й бой). Летом проводит пять боёв, в которых во всех побеждает досрочно. А осенью, через пять лет после начала карьеры, Робинсон наконец получает право драться за титул чемпиона мира в полусреднем весе.
Чемпионский бой был назначен на декабрь 1946-го, а противником — Томми Бэлл, с которым, к слову, Робинсон уже встречался в январе 1945-го. Первый и последний раз в истории чемпионский бой санкционировали две ведущие американские боксёрские организации — NYSAC и NBA. Оба боксёра, и Робинсон и Бэлл, были претендентами, так как титул принадлежал Марти Серво, но тот ещё в марте в бою против средневеса Рокки Грациано потерпел жестокое поражение нокаутом, а в сентябре, ввиду травм после боя и неясности с продолжением своей карьеры, отказался от защиты титула. NYSAC предложила двух первых номеров своего рейтинга — Робинсона и Бэлла; NBA согласилась. Однако ввиду того, что оба боксёра были чёрные, остальные влиятельные силы — промоутеры, журналисты и мафия — были не столь единодушны. С момента появления этой весовой категории в начале 20-х у неё был только один чёрный чемпион — Генри Армстронг. Нового чёрного чемпиона видеть хотели не все, а в этот раз это случилось бы по-любому. Тем не менее, точка зрения организаций взяла верх, и бой состоялся. В трудном для судейства и достаточно равном поединке стилей Робинсон выигрывает и абсолютно справедливо становится абсолютным чемпионом мира в полусреднем весе.
За следующие три с половиной года Робинсон проводит 35 боёв и в том числе 4 защиты титула: в июне 1947-го с Джимми Дойлом (81-й бой), в декабре 1947 с Чаком Тэйлором (86-й бой), в июне 1948 с Бернардом Докюзином (89-й бой), и в июле 1949-го с Кидом Гэвиланом (99-й бой). Среди прочего выигрывает раздельным решением у бывшего претендента на титул чемпиона мира в среднем весе Джорджи Абрамса (80-й бой), выигрывает нечемпионский бой у Кида Гэвилана (90-й бой), сводит в ничью тяжёлый для себя бой с Генри Бриммом (96-й бой). В это время природный вес Робинсона составлял примерно 70-71 кг, и для лимита полусреднего веса ему приходилось сгоняться. В боях с такими же средневесами Робинсон выглядит уверенно, но не более того: например, за девять боёв с марта 1948-го по апрель 1949-го у Робинсона всего одна досрочная победа. Впрочем, и в среднем весе класс Робинсона никем не ставился под сомнение, проблема была в другом — Робинсон был «цветным». То, что после Генри Армстронга было кое-как терпимым в полусреднем весе, мало кого пока устраивало в весе среднем — категории исключительно «белых» чемпионов. В сколь-либо значимых боях среднего веса «цветным» было не место — тут они дрались в своей отдельной лиге. Тем не менее, так или иначе, но после очередной защиты титула с Гэвиланом вдруг оказывается, что Робинсону до абсолютного титула в среднем весе может оказаться всего один шаг.

### Чемпион мира в среднем весе
100-й бой Робинсона в августе 1949-го был вдруг объявлен «элиминатором» — отборочным боем среднего веса, победитель которого выходил на чемпиона, коим, к слову, тогда был Джейк ЛаМотта, выигравший титул у Марселя Сердана в июне. Противником Робинсона стал Стив Белуасс — достаточно сильный средневес с рекордом на момент боя 90-10-3. У Робинсона раньше с ним не было боёв, но была общая оппозиция, и эту оппозицию Белуасс зачастую бил не менее уверенно, чем сам Робинсон: например, уверенно разгромил по очкам Томми Белла, нокаутировал Джорджи Абрамса и Изи Джанаццо. Находясь всё ещё в статусе абсолютного чемпиона мира в полусреднем весе, этот свой юбилейный бой Робинсон выиграл и сделал это досрочно. Однако, как оказалось, победа ему ничего не гарантировала: для проигравшего Белуасса заинтересованными лицами был организован новый элиминатор, который Белуас снова проиграл, а Робинсону ничего не оставалось, как и дальше проводить рейтинговые бои в среднем весе без всякой конкретики. Право на чемпионский бой с ЛаМоттой получает француз Лоран Дотюий, выигравший в мае 1950-го тот самый новый элиминатор. Робинсону в том же мае 1950-го (112-й бой) предлагается утешительный приз — бой за титул чемпиона мира по версии Атлетической Комиссии штата Пенсильвания. Ни формально, ни фактически это не был полноценный пояс абсолютного чемпиона мира в среднем весе, но, учитывая совершенно непонятные перспективы, это было хоть что-то. Противником был назначен бывший чемпион Европы в полусреднем весе, француз Робер Вийемэн. Бой продлился все 15 раундов, хотя итогом и в пользу Робинсона. На свой следующий бой, в августе 1950-го, Робинсон последний раз сгоняет три с половиной килограмма веса и защищает титул абсолютного чемпиона мира в полусреднем весе против Чарли Фусари. А через две недели в своём 114-м бою уже защищает выигранный 80 дней назад титул среднего веса по версии Пенсильвании. К слову, противником в этом бою стал Хосе Басора, с которым у Робинсона был тяжёлый бой и ничья пять лет назад, но в этот раз всё было кончено уже в первом раунде.
В конце-концов, проведя за сентябрь-декабрь 1950-го 9 (девять) победных рейтинговых боёв в среднем весе, Робинсон на февраль 1951-го наконец получает право на чемпионский бой за титул абсолютного чемпиона мира в среднем весе, коим тогда всё ещё оставался Джейк ЛаМотта. Для Робинсона этот бой стал 124-м, для ЛаМотты — 95-м, а для них обоих — шестым друг против друга. И хотя за пять боёв статистика побед была в пользу Робинсона как 4-1, однако решающего преимущества в самих поединках у Робинсона особенно не было, а вторую встречу ЛаМотта так вообще выиграл почти разгромно. Тем не менее, в ставках на бой Робинсон был фаворитом 3:1. И в принципе, в ринге подтвердил это, единственный раз из шести достаточно односторонне разгромив ЛаМотту, закончив бой досрочно (хотя и так и не свалив Джейка ЛаМотту) и став, таким образом, уже первым цветным абсолютным чемпионом мира в среднем весе. За драму в ринге бой был позже назван «Побоище в День Святого Валентина».
После выигрыша титула Робинсон проводит 2 нечемпионских десятираундовых боя в США в апреле, а в мае, как действующий чемпион мира, выезжает в турне по Европе для встречи с боксёрами, входящими в первую десятку рейтинга EBU. Там, переезжая из страны в страну (Франция-Швейцария-Бельгия-Германия-Италия), Робинсон проводит за 6 недель 6 боёв, которые достаточно односторонне выигрывает, и седьмым, последним европейским боем, в Лондоне, встречается с тогдашним чемпионом Европы, коим на то время был британец Рэнди Турпин. Несмотря на то, что начало 50-х было временем расцвета Робинсона как боксёра, свою первую защиту титула в среднем весе в июле 1951-го (133-й бой) он проигрывает решением судей. Может сказалась накопленная усталость предыдущих 6 недель, или ещё что, хотя сам Робинсон признал, что Турпин просто был лучше. В матче-реванше в сентябре 1951-го, уже в Нью-Йорке, Робинсон выигрывает у Турпина досрочно, хотя к середине боя всё поворачивалось к тому, что Робинсон проиграет второй раз подряд. После повторного завоевания титула, Робинсон не разменивается на промежуточные бои и проводит две успешные защиты титула — с Карлом Бобо Олсоном в марте 1952-го (135-й бой) и Рокки Грациано в апреле 1952-го (136-й бой). А в июне 1952-го, всего через два месяца после боя с Грациано, предпринимает попытку завоевать титул абсолютного чемпиона мира в полутяжёлом весе, принадлежащий тогда Джои Максиму. Попытка оказалась неудачной: выигрывая бой по очкам с противником тяжелее его на 7 килограмм, Робинсон не смог довести дело до победы и вообще единственный раз в карьере проиграл досрочно. Но на самом деле нокаута не было: более энергозатратная манера ведения боя Робинсоном при жаре в 41 градус в тени привела к тому, что он просто не смог физически выйти на 14 раунд. В декабре 1952-го, всё ещё находясь в статусе чемпиона мира в среднем весе, но так больше и не проведя ни одного боя, Робинсон вдруг решил закончить карьеру. На тот момент он провёл 137 боёв из которых 131 выиграл, 3 проиграл (Джейку ЛаМотте, Рэнди Турпину и Джои Максиму), 2 свёл в ничью и 1 был признан несостоявшимся.

### Последние 11 лет
Вторая часть карьеры Робинсона началась в январе 1955-го десятираундовым боем с боксёром из десятки американского рейтинга. Проведя вообще 6 рейтинговых боёв за 1955 год (в том числе один проиграв и последний из шести выиграв с большим трудом) к концу года Робинсон всё-таки вновь получил право на бой за титул — в данном случае в декабре 1955-го с Бобо Олсоном. Олсон, к слову, стал чемпионом мира в среднем весе после ухода Робинсона, провёл к тому времени три успешных защиты титула, также совершил вылазку в полутяжёлый вес, где выиграл у Джои Максима, и для Олсона это был 78-й бой и 5-й чемпионский бой в среднем весе. А для Робинсона это стал 144-й бой, 6-й чемпионский бой в среднем весе и третья попытка завоевать титул лучшего средневеса. Для них обоих бой стал третьей обоюдной встречей, и Робинсон опять её выиграл, в этот раз нокаутом во втором раунде. В следующем для них обоих бою — в матче-реванше — Робинсон выиграл повторно и таким образом защитил титул. В январе 1957-го Робинсон не сумел защитить титул в бою против Джина Фуллмера. В матче-реванше, в мае 1957-го, выиграл бой нокаутом и стал четырёхкратным чемпионом мира в среднем весе. В следующем бою, в сентябре 1957-го, ставшем боем 1957 года по версии журнала «Ринг», Робинсон проигрывает титул Кармену Базилио. В матче-реванше, ставшим столь же жёстким и зрелищным, выигрывает титул вновь, став, таким образом, пятикратным чемпионом мира в среднем весе. В январе 1960-го Робинсон проигрывает Полу Пендеру. А в матче-реванше, в июне 1960-го, проигрывает вновь. И этот бой, ставший для Робинсона 154-м по счёту, стал для него и последним 13-м боем за титул абсолютного чемпиона мира в среднем весе. Сразу после него Робинсон провёл два боя подряд с Джином Фуллмером за титул чемпиона мира по версии NBA World, но, во-первых, эти два боя не были признаны боями за абсолютный титул, а во-вторых, Робинсон первый бой свёл в ничью, а второй и вообще проиграл. Таким образом, 156-й бой (март 1961-го) стал последним значимым боем Робинсона — больше чемпионских боёв в его карьере не было.
Последние 4 года и 44 боя своей карьеры Робинсон провёл в основном с различными относительно малоизвестными боксёрами США и Европы. За единственным исключением это всё были 10-ти раундовые бои; 30 из них Робинсон выиграл, 10 проиграл, 3 свёл в ничью и 1 бой был признан несостоявшимся. Из относительно известных его противниками были: будущие абсолютные чемпионы WBA/WBC в 1-м среднем весе Дэнни Мойер (158-й и 161-й бои) и Ральф Дюпа (167-й бой), последний абсолютный чемпион мира в среднем весе Терри Даунс (164-й бой), будущий абсолютный чемпион WBA/WBC в среднем весе Джои Джарделло (171-й бой). В ноябре 1965-го, проведя свой 200-й бой против, как тогда казалось, восходящей звезды среднего веса Джои Арчера и проиграв его, Робинсон закончил карьеру второй раз и уже окончательно. На момент последнего боя Робинсону было 44 года и 6 месяцев.

### Интересные факты
- Между первым и последним боями Робинсона на профессиональном ринге прошло 25 лет и 1 месяц. За этот период он участвовал в 200 боях и, если исключить период с декабря 1952-го по январь 1955-го, в течение которого Робинсон осознанно был вне бокса, то средняя частота проведения боёв равна 1 бой в 41 день. Даже находясь в статусе абсолютного чемпиона мира, Робинсон иные бои проводил с промежутком в несколько дней. На ринге Робинсон провёл 1401 раунд или чуть более 175 часов. Выиграл 173 боя, из них 108 досрочно (формальный процент нокаутов — 62,4 %). 19 боёв проиграл, 6 свёл в ничью и 2 боя были объявлены несостоявшимися. Участвовал в 25 боях за титул чемпиона мира и по различным версиям. Большинством специалистов считается самым выдающимся боксёром за всю историю профессионального бокса.
- Робинсон начал карьеру с собственным весом в районе 61 кг, а под конец карьеры в иных боях весил до 76 кг. Это делало бы Робинсона боксёром пяти или даже шести весовых категорий по современной классификации. Фактически, все свои рейтинговые бои Робинсон проводил лишь в двух весовых категориях своего времени: полусредней (Welterweight) и средней (Middleweight). В категории Junior Welter у Робинсона не было рейтинговых боёв. На свою попытку завоевания титула абсолютного чемпиона мира в полутяжёлом весе (Light Heavyweight) Робинсон вышел с недостаточным весом. А бои конца карьеры, в которых вес Робинсона мог быть до 76,5 кг, также не были рейтинговыми. Оптимальным боевым весом Робинсона можно считать вес около 70 кг. То есть для лимита полусредней весовой категории ему приходилось «гонять» вес, а в средней весовой категории он выступал с собственным природным весом (данное заключение основано на двух боях Робинсона в августе 1950-го, в которых он с разницей в две недели почти одновременно защитил титулы абсолютного чемпиона мира в полусреднем весе и чемпиона мира в среднем весе).
- Робинсон принял участие в 6 боях за звание абсолютного чемпиона мира в полусреднем весе (вес до 147 фунтов) с итоговым результатом 6-0, в 13 боях за звание абсолютного чемпиона мира в среднем весе (вес до 160 фунтов) с итоговым результатом 9-4, в 5 боях за звание чемпиона мира в среднем весе, не получивших статуса «абсолютных» с итоговым результатом 3-1-1 и в одном бою за звание абсолютного чемпиона мира в полутяжёлой весовой категории (вес до 175 фунтов) с итоговым результатом 0-1. Общий счёт по чемпионским боям — 18-6-1. После завоевания титула абсолютного чемпиона мира в полусреднем весе Робинсон провёл пять успешных защит подряд, и, таким образом, был несменяемым чемпионом мира с декабря 1946-го по сентябрь 1950, когда оставил пояс вакантным по причине перехода в средний вес. В среднем весе Робинсон четыре раза проигрывал титул абсолютного в следующем чемпионском бою после его завоевания, трижды возвращал себе его после поражения и один раз оставил пояс вакантным, что в итоге позволяет считать Робинсона пятикратным абсолютным чемпионом мира в среднем весе. Робинсон проиграл «абсолютные» чемпионские бои в среднем весе Турпину, Фуллмеру, Базилио и Пендеру и у всех кроме Пендера взял реванш в следующем бою.
- Робинсон шесть раз в карьере встречался с Джейком Ламоттой (5-1), по четыре раза с Бобо Олсоном (4-0), Джином Фуллмером (1-2-1) и Иззи Джанаццо (4-0). Из 65 запланированных раундов с Ламоттой Робинсон провёл 63 и только один чемпионский бой. Из 60 с Олсоном — 33 и три чемпионских боя. Из 60 с Фуллмером — 50 и четыре чемпионских боя. Из 40 с Джанаццо — 30 и ни одного чемпионского боя.
- Первый нокдаун Робинсону был отсчитан уже в третьем бою через 18 дней после начала карьеры. За карьеру у Робинсона будет немало нокдаунов в боях разного уровня (а во втором бою с Ламоттой Робинсон даже вылетел за канаты), но Робинсон всегда будет вставать и ни разу не проиграет бои нокаутом или техническим нокаутом. Единственное его досрочное поражение полутяжу Джои Максиму было вызвано не разницей в весе, габаритах или исполнительском мастерстве, а исключительно его большей активностью в ринге при экстремальных на момент боя температурных условиях — плюс 41 градус в тени. Выигрывая тот бой единогласно по очкам, Робинсон не смог выйти на 14 раунд из-за теплового удара.
- Перед боем с Джимми Дойлом (защита титула абсолютного чемпиона мира в полусреднем весе) Робинсону приснилось, что его противник в ринге умирает. И так в самом деле и случилось: Дойл не смог выйти на девятый раунд боя, ему стало плохо и на следующий день в больнице он умер. Вероятнее всего, это было связано с осложнением после нокаута годичной давности, а не по причине жестокого избиения Робинсоном.
- Есть устоявшееся, хотя и неподтверждённое мнение, что Робинсон никогда не участвовал в договорных боях и не получал таких предложений от мафии. Якобы слава Робинсона в США была настолько велика и репутация столь высока, что мафия с ним не имела дела.
- В преклонном возрасте Робинсон страдал от болезни Альцгеймера, однако не очень понятно, связано ли это с боксом.
- В качестве приглашенной звезды снялся в сериале «Миссия невыполнима» (3 сезон, 2 серия).